# TVN (Corea del Sud)
TVN (Total Variety Network; estilitzat com tvN) és una xarxa sud-coreana d'entreteniment general propietat de CJ ENM E&M Division, disponible per plataformes de cable, SkyLife i IPTV. Des del 2014, la xarxa està dirigida per Rhee Myung-han.